# Морская битва при Хакодате

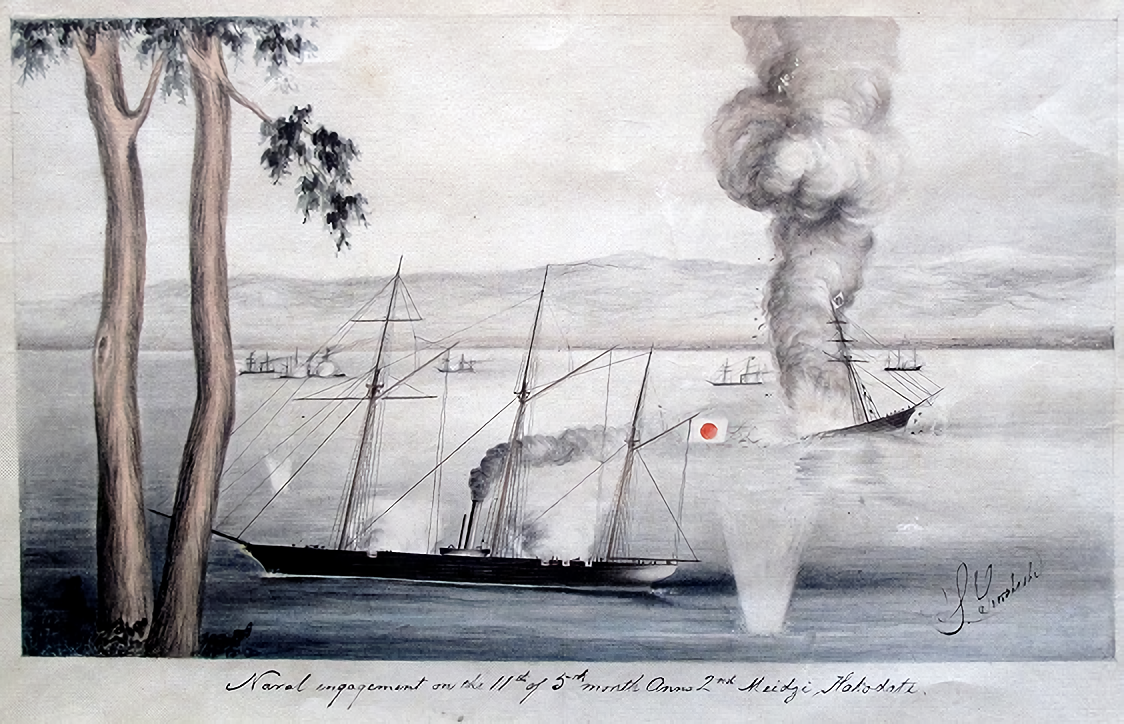
Банрю уничтожает имперский военный корабль Чойо в морском сражении 1869 года у залива Хакодате.

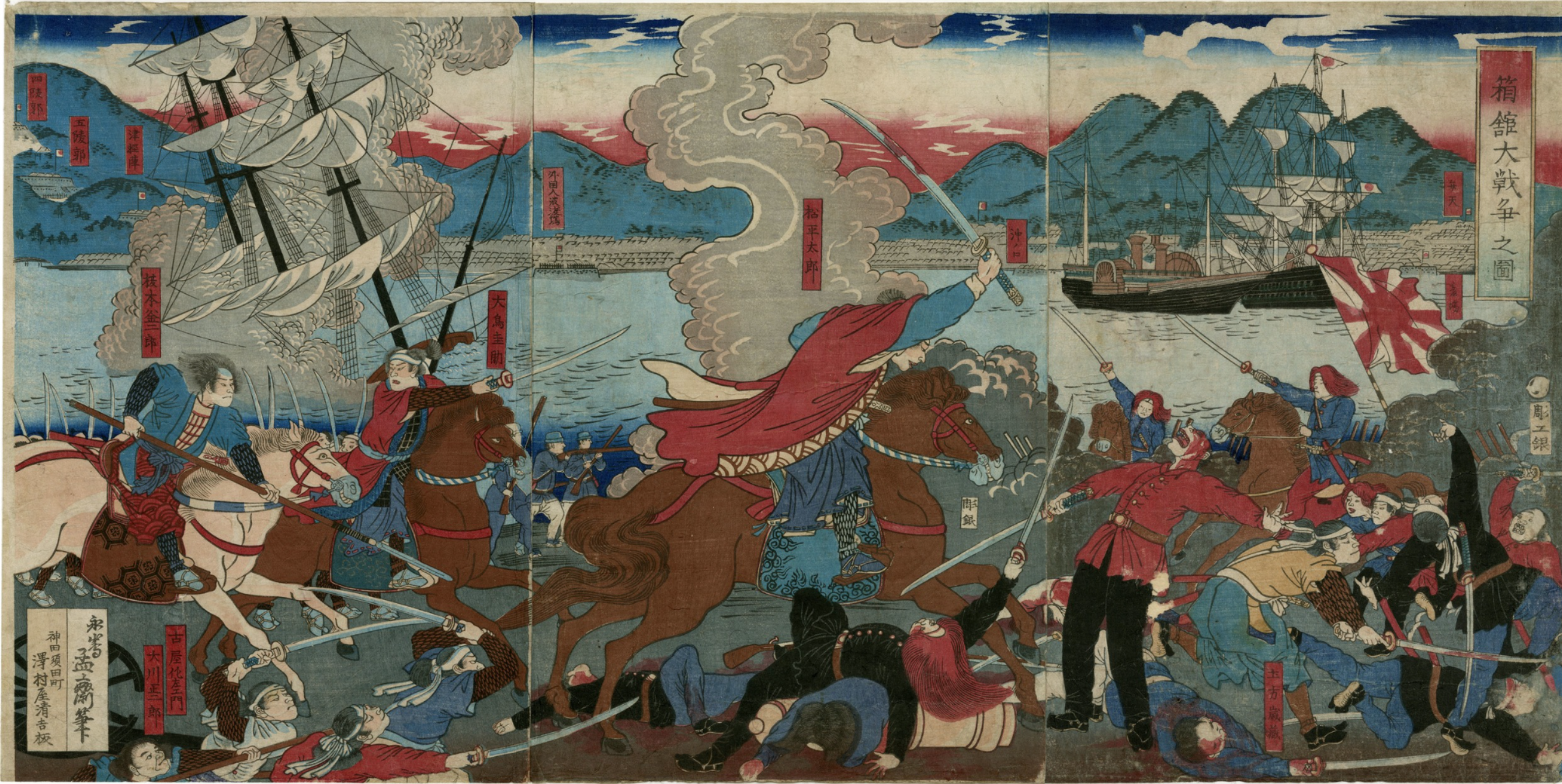
Японская интерпретация сухопутного и морского сражения при Хакодате. Ксилография Утагавы Ёситора (подписано как Нагашима Мосаи)

Морское сражение при Хакодате  (函館湾海戦, Hakodatewan Kaisen) происходило с 4 по 10 мая 1869 года между остатками флота сёгуната Токугава, объединёнными в вооруженные силы мятежной Республики Эдзо, и недавно сформированным Императорским флотом Японии. Это был один из последних этапов битвы при Хакодате во время Войны Босин, и она произошла недалеко от Хакодате на северном японском острове Хоккайдо.

## Силы Республики Эзо
Военно-морские силы Республики Эзо были сгруппированы вокруг боевого корабля «Каитэн». Первоначально флот состоял из восьми кораблей: Каитэн, Банрю, японской канонерской лодки Тиёдага, Сёгэи, Кайё Мару, Канрин Мару, Микахо и Синсоку.
Однако Кайё Мару и Синсоку были потеряны в предыдущем сражении перед Эсаси, а Канрин Мару был захвачен имперскими силами после того, как получил повреждения в плохую погоду. Потеря этих двух основных подразделений серьёзно ослабила сторону Республики Эзо.

## Имперские силы
Для этой операции флот Императорского флота Японии был быстро сформирован вокруг недавно приобретенного броненосного корабля Котэцу, который был куплен в США. Другими имперскими кораблями были Касуга, Хириу, Тейбо, Ёхару и Мосун, которые были поставлены княжествами Сага, Тёсю и Сацума недавно сформированному правительству Мэйдзи в 1868 году.
Зарождающееся имперское правительство начинало с гораздо более слабого флота, чем у Республики Эдзо, как с точки зрения силы кораблей, единства (большинство его кораблей были заимствованы из западных владений), так и с точки зрения обучения. Однако потеря двух крупных кораблей на стороне Эдзо перед основным боем (Кайё Мару и Канрин Мару) и, прежде всего, включение революционного Котэцу с апреля 1868 года на имперскую сторону (корабль, изначально заказанный сёгунатом Токугава), но удерживаемый США во время основного конфликта в рамках политики нейтралитета, принятой иностранным государством и, наконец, переданной вновь сформированному правительству), поменялись местами. Кроме того, имперское правительство получило поддержку двух транспортных кораблей, зафрахтованных Соединенными Штатами для перевозки своих войск.

## Сражение
Имперский флот поддержал размещение войск на острове Хоккайдо, разрушил береговые укрепления и атаковал корабли повстанцев. 4 мая Тиёда был захвачен имперскими войсками после того, как его бросили на мель, а 7 мая Каитэн был сильно поврежден и выведен из строя. Банрю удалось потопить Чойо имперских сил, но позже Банрю затонул, в свою очередь, из-за тяжелых повреждений.
Императорский флот Японии выиграл бой, что в конечном итоге привело к капитуляции Республики Эдзо в конце мая 1869 года.
Корабли иностранных военно-морских сил — британский HMS Pearl и французский Coetlogon — во время конфликта сохраняли нейтральную позицию. Французский капитан Жюль Брюне, обучавший повстанцев и помогший организовать их оборону, сдался на Кетлогоне 8 июня.
Будущий адмирал флота Того Хейхатиро участвовал в битве на стороне империи в качестве молодого офицера третьего класса на борту «Касуги».